# 維內爾登
維內爾登（法語：Ouinerden），是馬里的城鎮，位於該國北部，由通布圖區的古馬拉魯省負責管轄，面積8,090平方公里，海拔高度272米，2009年人口6,105，人口密度每平方公里0.75人。